# Kanadyjska Partia Nosorożców
Kanadyjska Partia Nosorożców (Parti Rhinocéros du Canada, Rhinoceros Party of Canada), znana również
jako Nosorożce (Parti Rhino, Rhinos) – zarejestrowana kanadyjska partia polityczna, istniejąca w latach 1968–1993. Jej działanie opierało się na kanadyjskiej tradycji satyry
politycznej. Głównym mottem partii było „nic nie obiecywać”, chociaż w rzeczywistości często obiecywali wiele niemożliwych rzeczy.
Kanadyjska Partia Nosorożców została utworzona w 1963 roku przez doktora Jacques’a Ferrona, Éminence de la Grande Corne du parti Rhinoceros (Eminencję Wielkiego Rogu partii Nosorożca), znanego separatystycznego pisarza. W latach siedemdziesiątych do partii przyłączyła się grupa artystów, która stworzyła satyryczny obraz partii.
Członkowie partii twierdzili, że są duchowymi spadkobiercami brazylijskich nosorożców, które zostały wybrane do rady miasta São Paulo w latach pięćdziesiątych. Formalnym liderem partii był Korneliusz Pierwszy, nosorożec z zoo w Granby (na wschód od Montrealu). Członkowie partii twierdzili, że nosorożce są właściwym symbolem dla partii politycznej, gdyż politycy są z natury gruboskórni, powolni, tępi, potrafią szybko uciekać, gdy są w niebezpieczeństwie, i mają wielkie owłosione rogi wyrastające wprost ze środka ich twarzy.

## Platforma Partii Nosorożców
Bryan Gold z Kanadyjskiej Partii Nosorożców oświadczył, że platforma partii ma dwie stopy wysokości i jest zrobiona z drewna oraz że Moją platformą jest ta, na której aktualnie stoję. Kandydat Ted not so Sharp (gra słów: sharp oznacza „ostry”, „błyskotliwy”, a not so sharp „niezbyt bystry”) startował w wyborach w Ontario przeciw Florze MacDonald z wyborczym hasłem „Fauna, nie flora”, obiecując równą reprezentację fauny. Stanowisko Sharpa wobec dyskutowanego wówczas problemu aborcji było jasne: Jeśli zostanę wybrany, obiecuję nigdy nie dokonać aborcji. Członek partii i piosenkarz Michel Rivard wykorzystał przedwyborczy czas antenowy partii na przemówienie o treści: Mam dla Państwa dwie rzeczy do powiedzenia: seler i chodnik. Dziękuję, dobrej nocy.
Partia Nosorożców obiecywała także nie dotrzymywać żadnych obietnic (był to punkt ich programu, który – jak twierdzili – został podchwycony i zrealizowany przez pozostałe partie). Obiecywali też, że jeśli zostaną wybrani, zażądają ponownego przeliczenia głosów.
Inne obietnice dotyczyły:
- uchylenia prawa grawitacji
- redukcji prędkości światła, jako że jest zdecydowanie za duża
- wybrukowania prowincji Manitoba w celu utworzenia największego na świecie parkingu
- podwyższenia poziomu edukacji przez wybudowanie szkół o większej wysokości
- uznania angielskiego, francuskiego i analfabetyzmu za trzy języki oficjalne Kanady
- umożliwienie studiowania w państwowych placówkach edukacyjnych osobom, które chcą zostać analfabetami
- zrównania Gór Skalistych z ziemią, aby mieszkańcy Alberty mogli oglądać zachód słońca nad Pacyfikiem lub przesunięcia ich metr na zachód
- wybudowania pochyłych dróg i ścieżek rowerowych przez cały kraj, aby Kanadyjczycy mogli „zjeżdżać z wybrzeża na wybrzeże” (coast from coast to coast)
- redukcji kosztów transportu, w odpowiedzi na kryzys energetyczny, przez przesunięcie Montrealu 50 km na zachód, a Toronto 50 km na wschód
- zakończenia wydobycia ropy, gdyż ropa służy do smarowania globu ziemskiego w czasie jego obrotów wokół osi i wydobywanie jej spowoduje zatrzymanie się tych obrotów
- całkowitego zniesienia środowiska, jako że trudno jest je utrzymać w czystości i zajmuje dużo miejsca
- aneksji Stanów Zjednoczonych, które zostałyby trzecim terytorium Kanady (po Jukonie i Terytoriach Północno-Zachodnich), w celu podwyższenia średniej temperatury Kanady o jeden stopień Celsjusza
- zastąpienia Kanadyjskich Sił Zbrojnych klonami radzieckiego bramkarza hokejowego Władisława Tretiaka
- uczynienia kanadyjską walutą gumy balonowej, aby móc w prosty sposób dokonywać inflacji i deflacji
- wyhodowania komarów, które będą się wykluwać tylko w styczniu, aby te małe paskudy zdechły z zimna
- zmienienia ulicy rue Sainte-Catherine w Montrealu w najdłuższy na świecie tor do kręgli
- wprowadzenia ruchu lewostronnego – w rozłożeniu przez pięć lat na poszczególne etapy: najpierw tylko samochody ciężarowe, następnie autobusy, a na końcu samochody osobowe i rowery
- powiększenia tylnych kół samochodów, w ramach oszczędzania energii, aby zawsze zjeżdżały w dół
- sprzedania kanadyjskiego Senatu na aukcji antyków w Kalifornii
- umieszczenia zadłużenia narodowego na karcie kredytowej
- wypowiedzenia wojny Belgii z powodu tego, że belgijski bohater filmów animowanych, Tintin, zabił nosorożca w jednej z kreskówek
- odwołania wojny kanadyjsko-belgijskiej pod warunkiem, że Belgia dostarczy skrzynkę belgijskiego piwa oraz małże do siedziby głównej Kanadyjskiej Partii Nosorożców w Montrealu (ambasada belgijska w Ottawie faktycznie spełniła te żądania)
- namalowania granic wód terytorialnych Kanady, aby ryby zawsze mogły wiedzieć, gdzie przebywają
- policzenia Tysiąca Wysp na Rzece Świętego Wawrzyńca w celu sprawdzenia, czy żadnej nie brakuje
- wystawienia do wyborów Penny Hoar, specjalistki od transwestytyzmu, w ramach „platformy bezpiecznego seksu”
- wystawienia więcej niż jednego kandydata na okręg wyborczy, jako że jedna pensja członka parlamentu zdecydowanie wystarczy dla większej liczby osób
- wykorzystania kwaśnego deszczu jako źródła energii elektrycznej, przez umieszczenie elektrod w kanadyjskich basenach w celu użycia ich jako baterii
- zwiększenia siły Kanadyjczyków przez wpuszczenie sterydów do wody
- zakazania okropnych kanadyjskich zim
- przeniesienia Watykanu do Saint-Bruno-de-Montarville w Quebecu w celu turystycznej promocji miasta
- zbudowania gigantycznego lustra na Rzece Świętego Wawrzyńca, żeby mieszkańcy miasta Québec mogli ujrzeć jak bardzo jest ono piękne od strony miasta Lévis
- umieszczenia centrum handlowego West Edmonton Mall na kółkach i przesuwania go w miejsca kraju znajdujące się w zapaści ekonomicznej
- przerobienia tunelu Lafontaine’a w Montrealu (biegnącego pod Rzeką Św. Wawrzyńca) w darmową myjnię samochodową przez wywiercenie dziury w suficie
- zalegalizowania garnków. Oraz patelni. I innych utensyliów kuchennych (gra słów w języku angielskim: pot oznacza „garnek”, ale jest też slangowym określeniem marihuany).

Odłam partii z Kolumbii Brytyjskiej zaproponował sadomasochistyczną dominę do pilnowania dyscypliny partyjnej. Wśród ich propozycji było też zerwanie z tradycjami kolonialnymi przez zmianę nazwy „Kolumbia Brytyjska” na „La La Land”, przeniesienie stolicy oraz połączenie się z Progresywno-Konserwatywną Partią Kanady w celu zwiększenia szans w wyborach.

## Wyniki w wyborach
Kanadyjskiej Partii Nosorożców nigdy nie udało się zająć miejsca w parlamencie, jednak w wyborach w 1984 roku zajęła czwarte miejsce pod względem liczby głosów, po trzech największych ugrupowaniach, lecz przed wieloma znanymi, mniejszymi partiami. Kandydaci Nosorożców zdobywali czasem w niektórych okręgach drugie miejsce, wyprzedzając kandydatów głównych partii. Przykładowo, w wyborach w 1980 roku Partia Nosorożców wystawiła w okręgu wyborczym Laurier-Sainte-Marie zawodowego clowna, Sonię ‘Chatouille’ Côté (chatouille oznacza „łaskotki” po francusku). Côté zajęła drugie miejsce, po kandydacie Liberałów, lecz pokonując pozostałe największe partie: Nowych Demokratów i Progresywnych Konserwatystów. Chatouille dostała dwa razy więcej głosów niż kandydat PK.
Na początku działalności partii, gdy składała się głównie z francuskojęzycznych mieszkańców Quebecu, na oficjalnego tłumacza partii wyznaczyli oni jedyną osobę, która była jednojęzycznym anglofonem.
Partia przestała działać w 1993 roku. Zdecydowała się wtedy zbojkotować wybory federalne, w związku z nowym prawem, które wymagało od partii, które nie zarejestrowały kandydatów w przynajmniej 50 okręgach wyborczych, zapłacenia 1000 dolarów za każdego kandydata.

## Polityczni następcy
- Les Entartistes
- Partia Cytrynowa (Parti citron)
- Absolutnie Absurdalna Partia (Absolutely Absurd Party)